# Kajakarstwo na Letnich Igrzyskach Olimpijskich 2020 – K-2 500 m kobiet
K-2 1000 metrów mężczyzn to jedna z konkurencji w kajakarstwie klasycznym rozgrywanych podczas Letnich Igrzysk Olimpijskich 2020. Kajakarze rywalizowali między 2 a 3 sierpnia na torze Sea Forest Waterway. 

## Terminarz
Wszystkie godziny są podane w czasie tokijskimm (UTC+09:00).
| Data            | Godzina |              |
| --------------- | ------- | ------------ |
| 2 sierpnia 2021 | 11:08   | Eliminacje   |
| 2 sierpnia 2021 | 13:08   | Ćwierćfinały |
| 3 sierpnia 2021 | 10:23   | Półfinały    |
| 3 sierpnia 2021 | 12:40   | Finały       |

## Wyniki

### Eliminacje
Dwie najlepsze osady z każdego biegu awansowały do półfinału, pozostałe osady awansowały do ćwierćfinału.
Bieg 1
| Pozycja | Tor | Zawodniczki                             | Kraj                        | Czas     | Uwagi |
| ------- | --- | --------------------------------------- | --------------------------- | -------- | ----- |
| 1.      | 6   | Danuta Kozák Dóra Bodonyi               | Węgry                       | 1:45,735 | SF    |
| 2.      | 3   | Warwara Baranowa Kira Stiepanowa        | Rosyjski Komitet Olimpijski | 1:47,874 | SF    |
| 3.      | 5   | Ana Roxana Lehaci Viktoria Schwarz      | Austria                     | 1:48,220 |       |
| 4.      | 4   | Ludmyła Kuklinowśka Anastasija Todorowa | Ukraina                     | 1:50,733 |       |
| 5.      | 2   | Afef Ben Ismail Khaoula Sassi           | Tunezja                     | 2:05,770 |       |

Bieg 2
| Pozycja | Tor | Zawodniczki                    | Kraj          | Czas     | Uwagi |
| ------- | --- | ------------------------------ | ------------- | -------- | ----- |
| 1.      | 5   | Karolina Naja Anna Puławska    | Polska        | 1:44,606 | SF    |
| 2.      | 4   | Manon Hostens Sarah Guyot      | Francja       | 1:45,533 | SF    |
| 3.      | 3   | Li Dongyin Zhou Yu             | Chiny         | 1:45,831 |       |
| 4.      | 2   | Alicia Hoskin Teneale Hatton   | Nowa Zelandia | 1:49,832 |       |
| 5.      | 6   | Jaime Roberts Jo Brigden-Jones | Australia     | 1:52,097 |       |

Bieg 3
| Pozycja | Tor | Zawodniczki                           | Kraj     | Czas     | Uwagi |
| ------- | --- | ------------------------------------- | -------- | -------- | ----- |
| 1.      | 6   | Tamara Csipes Erika Medveczky         | Węgry    | 1:42,776 | SF    |
| 2.      | 4   | Wolha Chudzienka Maryna Litwinczuk    | Białoruś | 1:43,377 | SF    |
| 3.      | 2   | Caroline Arft Sarah Brüßler           | Niemcy   | 1:48,058 |       |
| 4.      | 5   | Špela Ponomarenko Janić Anja Osterman | Słowenia | 1:48,509 |       |
| 5.      | 3   | Julie Funch Bolette Nyvang Iversen    | Dania    | 1:52,730 |       |

Bieg 4
| Pozycja | Tor | Zawodniczki                           | Kraj          | Czas     | Uwagi |
| ------- | --- | ------------------------------------- | ------------- | -------- | ----- |
| 1.      | 3   | Lisa Carrington Caitlin Regal         | Nowa Zelandia | 1:43,836 | SF    |
| 2.      | 4   | Sabrina Hering-Pradler Tina Dietze    | Niemcy        | 1:44,894 | SF    |
| 3.      | 2   | Alyssa Bull Alyce Wood                | Australia     | 1:45,499 |       |
| 4.      | 5   | Hermien Peters Lize Broekx            | Belgia        | 1:48,137 |       |
| 5.      | 6   | Alanna Bray-Lougheed Madeline Schmidt | Kanada        | 1:49,776 |       |

## Ćwierćfinały
Cztery pierwsze osady z każdego biegu awansowały do półfinału, pozostałe odpadły z rywalizacji.
Bieg 1
| Pozycja | Tor | Zawodniczki                        | Kraj          | Czas     | Uwagi |
| ------- | --- | ---------------------------------- | ------------- | -------- | ----- |
| 1.      | 6   | Hermien Peters Lize Broekx         | Belgia        | 1:47,649 | SF    |
| 2.      | 4   | Caroline Arft Sarah Brüßler        | Niemcy        | 1:48,450 | SF    |
| 3.      | 5   | Ana Roxana Lehaci Viktoria Schwarz | Austria       | 1:49,777 | SF    |
| 4.      | 3   | Alicia Hoskin Teneale Hatton       | Nowa Zelandia | 1:50,507 | SF    |
| 5.      | 7   | Julie Funch Bolette Nyvang Iversen | Dania         | 1:52,678 |       |
| 6.      | 2   | Afef Ben Ismail Khaoula Sassi      | Tunezja       | 2:10,979 |       |

Bieg 2
| Pozycja | Tor | Zawodniczki                             | Kraj      | Czas     | Uwagi |
| ------- | --- | --------------------------------------- | --------- | -------- | ----- |
| 1.      | 6   | Špela Ponomarenko Janić Anja Osterman   | Słowenia  | 1:46,929 | SF    |
| 2.      | 4   | Alyssa Bull Alyce Wood                  | Australia | 1:47,057 | SF    |
| 3.      | 5   | Li Dongyin Zhou Yu                      | Chiny     | 1:47,471 | SF    |
| 4.      | 2   | Jaime Roberts Jo Brigden-Jones          | Australia | 1:50,325 | SF    |
| 5.      | 7   | Alanna Bray-Lougheed Madeline Schmidt   | Kanada    | 1:51,862 |       |
| 6.      | 3   | Ludmyła Kuklinowśka Anastasija Todorowa | Ukraina   | 1:53,184 |       |

## Półfinały
Pierwsze trzy osadyy z każdego półfinału awansowały do finału A, pozostałe do finału B.
Półfinał 1
| Pozycja | Tor | Zawodniczki                           | Kraj          | Czas     | Uwagi |
| ------- | --- | ------------------------------------- | ------------- | -------- | ----- |
| 1.      | 4   | Danuta Kozák Dóra Bodonyi             | Węgry         | 1:37,912 | FA    |
| 2.      | 5   | Tamara Csipes Erika Medveczky         | Węgry         | 1:38,446 | FA    |
| 3.      | 3   | Manon Hostens Sarah Guyot             | Francja       | 1:38,632 | FA    |
| 4.      | 6   | Sabrina Hering-Pradler Tina Dietze    | Niemcy        | 1:38,954 | FA    |
| 5.      | 8   | Li Dongyin Zhou Yu                    | Chiny         | 1:39,404 | FB    |
| 6.      | 7   | Caroline Arft Sarah Brüßler           | Niemcy        | 1:39,421 | FB    |
| 7.      | 1   | Alicia Hoskin Teneale Hatton          | Nowa Zelandia | 1:44,119 | FB    |
| 8.      | 2   | Špela Ponomarenko Janić Anja Osterman | Słowenia      | DNF      | FB    |

Półfinał 2
| Pozycja | Tor | Zawodniczki                        | Kraj                        | Czas     | Uwagi |
| ------- | --- | ---------------------------------- | --------------------------- | -------- | ----- |
| 1.      | 5   | Lisa Carrington Caitlin Regal      | Nowa Zelandia               | 1:36,724 | FA    |
| 2.      | 7   | Alyssa Bull Alyce Wood             | Australia                   | 1:37,109 | FA    |
| 3.      | 6   | Wolha Chudzienka Maryna Litwinczuk | Białoruś                    | 1:37,198 | FA    |
| 4.      | 4   | Karolina Naja Anna Puławska        | Polska                      | 1:37,219 | FA    |
| 5.      | 2   | Hermien Peters Lize Broekx         | Belgia                      | 1:39,046 | FB    |
| 6.      | 8   | Ana Roxana Lehaci Viktoria Schwarz | Austria                     | 1:39,497 | FB    |
| 7.      | 3   | Warwara Baranowa Kira Stiepanowa   | Rosyjski Komitet Olimpijski | 1:42,069 | FB    |
| 8.      | 1   | Jaime Roberts Jo Brigden-Jones     | Australia                   | 1:42,092 | FB    |

## Finały

### Finał B
| Pozycja | Tor | Zawodniczki                        | Kraj                        | Czas     | Uwagi |
| ------- | --- | ---------------------------------- | --------------------------- | -------- | ----- |
| 9.      | 4   | Hermien Peters Lize Broekx         | Belgia                      | 1:38,475 |       |
| 10.     | 5   | Li Dongyin Zhou Yu                 | Chiny                       | 1:39,790 |       |
| 11.     | 3   | Caroline Arft Sarah Brüßler        | Niemcy                      | 1:39,953 |       |
| 12.     | 6   | Ana Roxana Lehaci Viktoria Schwarz | Austria                     | 1:40,007 |       |
| 13.     | 8   | Jaime Roberts Jo Brigden-Jones     | Australia                   | 1:41,073 |       |
| 14.     | 7   | Alicia Hoskin Teneale Hatton       | Nowa Zelandia               | 1:41,121 |       |
| 15.     | 2   | Warwara Baranowa Kira Stiepanowa   | Rosyjski Komitet Olimpijski | 1:44,054 |       |

### Finał A
| Pozycja | Tor | Zawodniczki                        | Kraj          | Czas     | Uwagi |
| ------- | --- | ---------------------------------- | ------------- | -------- | ----- |
| złoto   | 4   | Lisa Carrington Caitlin Regal      | Nowa Zelandia | 1:35,785 | OR    |
| srebro  | 8   | Karolina Naja Anna Puławska        | Polska        | 1:36,753 |       |
| brąz    | 5   | Danuta Kozák Dóra Bodonyi          | Węgry         | 1:36,867 |       |
| 4.      | 3   | Tamara Csipes Erika Medveczky      | Węgry         | 1:37,114 |       |
| 5.      | 6   | Alyssa Bull Alyce Wood             | Australia     | 1:37,412 |       |
| 6.      | 2   | Wolha Chudzienka Maryna Litwinczuk | Białoruś      | 1:37,647 |       |
| 7.      | 7   | Manon Hostens Sarah Guyot          | Francja       | 1:40,329 |       |
| 8.      | 1   | Sabrina Hering-Pradler Tina Dietze | Niemcy        | 1:42,406 |       |